# 1774 Куликов
1774 Kulikov је астероид главног астероидног појаса са средњом удаљеношћу од Сунца која износи 2,876 астрономских јединица (АЈ).
Апсолутна магнитуда астероида је 12,5.